# 8616 Fogelquist
8616 Fogelquist eller 1980 FY4 är en asteroid i huvudbältet som upptäcktes den 16 mars 1980 av den svenske astronomen Claes-Ingvar Lagerkvist vid La Silla-observatoriet i Chile. Den är uppkallad efter den svenske amatörastronomen Rune Fogelquist.